# Драглица
Драглица je насеље у Србији у општини Нова Варош у Златиборском округу. Пружа се од Чиготе до Муртенице. У Драглици извире речица Црни Рзав под Чиготом у Царевом пољу где и почиње територија села. Према попису из 2022. било је 151 становника (према попису из 1991. било је 273 становника). Село се налазило у саставу општине Чајетине све до 1958 када је декретом одвојено од матичне општине и додељено општини Нова Варош као и још три златиборска села на јужном Златибору док су на северу два села (Кремна и Мокра Гора) одвојени од општине Чајетине и додељена општини Ужице .
Овде је живео Раденко Кутлешић, носилац Карађорђеве звезде са мачевима.

## Демографија
У насељу Драглица живи 173 пунолетних становника, а просечна старост становништва износи 49,2 година (46,4 код мушкараца и 52,0 код жена). У насељу има 87 домаћинстава, а просечан број чланова по домаћинству је 2,95.
Ово насеље је у потпуности насељено Србима (према попису из 2011. године), а у последња три пописа, примећен је пад у броју становника.
|  |

| Демографија | Демографија | Демографија |
| Година      | Становника  | Становника  |
| ----------- | ----------- | ----------- |
| 1948.       | 768         |             |
| 1953.       | 747         |             |
| 1961.       | 626         |             |
| 1971.       | 478         |             |
| 1981.       | 381         |             |
| 1991.       | 273         | 273         |
| 2002.       | 257         | 257         |

| Етнички састав према попису из 2002.‍ | Етнички састав према попису из 2002.‍ | Етнички састав према попису из 2002.‍ | Етнички састав према попису из 2002.‍ | Етнички састав према попису из 2002.‍ |
| ------------------------------------ | ------------------------------------ | ------------------------------------ | ------------------------------------ | ------------------------------------ |
|                                      |                                      |                                      |                                      |                                      |
| Срби                                 | Срби                                 |                                      | 257                                  | 100,0%                               |
| непознато                            | непознато                            |                                      | 0                                    | 0,0%                                 |

| Година пописа     | 1948. | 1953. | 1961. | 1971. | 1981. | 1991. | 2002. |
| ----------------- | ----- | ----- | ----- | ----- | ----- | ----- | ----- |
| Број домаћинстава | 116   | 120   | 113   | 111   | 103   | 90    | 87    |

| Број чланова      | 1  | 2  | 3  | 4  | 5 | 6 | 7 | 8 | 9 | 10 и више | Просек |
| ----------------- | -- | -- | -- | -- | - | - | - | - | - | --------- | ------ |
| Број домаћинстава | 16 | 34 | 10 | 11 | 8 | 4 | 2 | 0 | 1 | 1         | 2,95   |

| Пол    | Укупно | Неожењен/Неудата | Ожењен/Удата | Удовац/Удовица | Разведен/Разведена | Непознато |
| ------ | ------ | ---------------- | ------------ | -------------- | ------------------ | --------- |
| Мушки  | 111    | 31               | 70           | 7              | 3                  | 0         |
| Женски | 115    | 16               | 69           | 27             | 3                  | 0         |
| УКУПНО | 226    | 47               | 139          | 34             | 6                  | 0         |

| Пол    | Укупно                    | Пољопривреда, лов и шумарство | Рибарство                            | Вађење руде и камена | Прерађивачка индустрија       |
| ------ | ------------------------- | ----------------------------- | ------------------------------------ | -------------------- | ----------------------------- |
| Мушки  | 56                        | 34                            | 0                                    | 1                    | 12                            |
| Женски | 41                        | 35                            | 0                                    | 1                    | 2                             |
| УКУПНО | 97                        | 69                            | 0                                    | 2                    | 14                            |
| Пол    | Производња и снабдевање   | Грађевинарство                | Трговина                             | Хотели и ресторани   | Саобраћај, складиштење и везе |
| Мушки  | 1                         | 2                             | 2                                    | 0                    | 0                             |
| Женски | 0                         | 0                             | 1                                    | 0                    | 0                             |
| УКУПНО | 1                         | 2                             | 3                                    | 0                    | 0                             |
| Пол    | Финансијско посредовање   | Некретнине                    | Државна управа и одбрана             | Образовање           | Здравствени и социјални рад   |
| Мушки  | 0                         | 2                             | 2                                    | 0                    | 0                             |
| Женски | 0                         | 0                             | 0                                    | 1                    | 1                             |
| УКУПНО | 0                         | 2                             | 2                                    | 1                    | 1                             |
| Пол    | Остале услужне активности | Приватна домаћинства          | Екстериторијалне организације и тела | Непознато            | Непознато                     |
| Мушки  | 0                         | 0                             | 0                                    | 0                    | 0                             |
| Женски | 0                         | 0                             | 0                                    | 0                    | 0                             |
| УКУПНО | 0                         | 0                             | 0                                    | 0                    | 0                             |